# René Couveinhes
René Couveinhes, né le 16 juin 1925 à Montpellier et mort le 21 novembre 2004 à Montpellier, est un homme politique français. Il a été le premier maire de La Grande-Motte.

## Biographie
Après avoir été membre de plusieurs cabinets ministériels entre 1956 et 1968, il est député (RPR) de l'Hérault de 1968 à 1973 et de 1986 à 1997, maire de La Grande-Motte de 1974 à 1993, conseiller général du Canton de Montpellier-3 de 1973 à 1986, Conseiller régional de 1986 à 1992.
Il est inhumé au cimetière de la Crouzette de Castelnau-le-Lez.
La ville de Castelnau-le-Lez et son député-maire, Jean-Pierre Grand, lui ont rendu hommage en inaugurant une avenue à son nom le 11 septembre 2010 en présence de sa fille et de deux anciens ministres, André Bord et Georges Fontès.